# Szemerédi-féle regularitási lemma
A Szemerédi-féle regularitási lemma egy gráfokra vonatkozó tétel, amely a kombinatorika számos tételének bizonyításában fontos és hatékony szerepet játszik, az extremális gráfelmélet központi eszköze. A tétel szerint minden, kellően nagy gráf felosztható olyan hasonló méretű részhalmazokra, ahol a részhalmazok közötti élek csaknem véletlenszerűek.
Szemerédi Endre először a lemma egy gyengébb (csak páros gráfokra vonatkozó), a nevezetes Szemerédi-tétel bizonyításához szükséges változatát fogalmazta meg (Szemerédi 1975), majd még ugyanabban az évben egy másik munkájában igazolta a teljes lemmát. Később Rödl és társszerzői, valamint Gowers kiterjesztették a módszert hipergráfokra is.

## Definíciók
Egy {\displaystyle X=(V,E)} gráf esetén, ha {\displaystyle A,B\subseteq V}, jelölje e(A,B) az A és B közötti élek számát, {\displaystyle d(A,B)=e(A,B)/|A||B|}.
Ha {\displaystyle \varepsilon >0}, akkor (A,B) pár {\displaystyle \varepsilon }-reguláris, ha minden {\displaystyle A'\subseteq A}, {\displaystyle B'\subseteq B} esetén, ha {\displaystyle |A'|>\varepsilon |A|} és {\displaystyle |B'|>\varepsilon |B|}, akkor {\displaystyle |d(A',B')-d(A,B)|<\varepsilon } teljesül.

## A regularitási lemma állítása
Ha adott az {\displaystyle \varepsilon >0} szám és {\displaystyle m} természetes szám, akkor léteznek M és N természetes számok, hogy a következő állítás igaz: ha G gráf a V halmazon, ahol {\displaystyle n=|V|\geq N}, akkor V particionálható a {\displaystyle V_{0},V_{1},\dots ,V_{k}} halmazokra, hogy
1. {\displaystyle m\leq k\leq M},
2. {\displaystyle |V_{0}|<\varepsilon n},
3. {\displaystyle |V_{1}|=|V_{2}|=\cdots =|V_{k}|},
4. {\displaystyle \varepsilon k^{2}} kivételével minden {\displaystyle (V_{i},V_{j})} pár {\displaystyle \varepsilon }-reguláris.

## Bizonyítása
A lemma bizonyítása vázlatosan úgy történik, hogy V minden {\displaystyle P=(V_{0},\dots ,V_{k})} partíciójához, ami kielégíti a fenti 2., 3. tulajdonságot, hozzárendeljük az
mennyiséget. Erre mindig teljesül {\displaystyle {\text{ind}}(P)\leq {\frac {1}{2}}}. Ezután belátjuk, hogy ha egy {\displaystyle P=(V_{0},V_{1},\dots ,V_{k})} partícióban több, mint {\displaystyle \varepsilon k^{2}} pár nem {\displaystyle \varepsilon }-reguláris, akkor van egy P-t finomító Q partíció legfeljebb {\displaystyle 1+k4^{k}} részre, amire
teljesül. Ezután legfeljebb {\displaystyle 10/\varepsilon ^{5}} lépésben eljutunk egy, a lemma állítását kielégítő partícióhoz, ahol a részek száma legfeljebb {\displaystyle f(10/\varepsilon ^{5})}, ahol az f függvényt az {\displaystyle f(0)=m}, {\displaystyle f(t+1)=1+f(t)4^{f(t)}} rekurzióval definiáljuk.